# Thermococcus barophilus
Thermococcus barophilus es una especie de arquea barófila y hipertermófila. Fue aislado de un fuente hidrotermal de aguas profundas. Es anaerobia y puede metabolizar azufre. Su cepa tipo es MPT.

## Nomenclatura
El nombre Thermococcus barophilus tiene raíces griegos, thermo para calor, kokkos para célula esférica, baros para peso y philus para «amor a algo». En total, es un «organismo con cuerpo esférico, que tiene tropismo por el calor y el peso (de la columna de agua).»

## Fisiología
Thermococcus barophilus puede crecer a temperaturas más altas si la presión es alta también.  A presión atmosférica, puede crecer a temperaturas de 45-90 °C con temperatura optimal de 85 °C, pero puede crecer a temperaturas tan altas como 100 °C si la presión hidrostática es 15.0-17.5 MPa.

## Otras lecturas
- Thiel, A.; Michoud, G.; Moalic, Y.; Flament, D.; Jebbar, M. (2014). «Genetic Manipulations of the Hyperthermophilic Piezophilic Archaeon Thermococcus barophilus». Applied and Environmental Microbiology 80 (7): 2299-2306. ISSN 0099-2240. PMID 24487541. doi:10.1128/AEM.00084-14.
- Marteinsson, V. T.; Reysenbach, A. -L.; Birrien, J. -L.; Prieur, D. (1999). «A stress protein is induced in the deep-sea barophilic hyperthermophile Thermococcus barophilus when grown under atmospheric pressure». Extremophiles 3 (4): 277-282. ISSN 1431-0651. PMID 10591019. doi:10.1007/s007920050128.
- Vannier, Pauline (Mar 2011). «Complete Genome Sequence of the Hyperthermophilic, Piezophilic, Heterotrophic, and Carboxydotrophic Archaeon Thermococcus barophilus MP». Journal of Bacteriology 193 (6): 1481-2. PMC 3067617. PMID 21217005. doi:10.1128/JB.01490-10. Consultado el 4 de noviembre de 2014.
- Satyanarayana, Tulasi, Jennifer Littlechild, and Yutaka Kawarabayasi. "Thermophilic Microbes in Environmental and Industrial Biotechnology."